# Serra de Puig Sequer
La Serra de Puig Sequer és una serra situada al municipi d'Urús, a la comarca de la Baixa Cerdanya, amb una elevació màxima de 2.086 metres.